# Soedanese doornstaartagame
De Soedanese doornstaartagame (Uromastyx ocellata) is een hagedis uit de familie agamen (Agamidae). De soort komt voor in het noordoosten van Afrika: in het zuiden van Egypte, Soedan, Eritrea, Djibouti, Ethiopië en het noordwesten van Somalië.
De Soedanese doornstaartagame is een middelgrote soort van het geslacht Uromastyx, met een lengte van ongeveer 28 cm en een gewicht van 225 gram. Mannetjes hebben meestal een felblauwe kleur met gele en oranje vlekken op de rug. Vrouwtjes zijn meestal lichter van kleur, maar ze zijn vaak iets groter dan de mannetjes.